# Bernardia sidoides
Bernardia sidoides är en törelväxtart som först beskrevs av Johann Friedrich Klotzsch, och fick sitt nu gällande namn av Johannes Müller Argoviensis. Bernardia sidoides ingår i släktet Bernardia och familjen törelväxter. Inga underarter finns listade i Catalogue of Life.